# Tổng công ty Điện lực Thành phố Hồ Chí Minh
Tổng công ty Điện lực Thành phố Hồ Chí Minh (EVNHCMC) là một trong 5 Tổng công ty phân phối điện thuộc Tập đoàn Điện lực Việt Nam (EVN), nhiệm vụ chính là phân phối điện trên địa bàn Thành phố Hồ Chí Minh.
Tổng công ty Điện lực Thành phố Hồ Chí Minh tiền thân là Sở Quản lý và Phân phối Điện Thành phố Hồ Chí Minh, được thành lập vào ngày 07/8/1976, là một đơn vị trực thuộc Công ty Điện lực Miền Nam (sau này là Công ty Điện lực 2) - Bộ Điện và Than, bao gồm 07 Phòng, 05 khu khai thác điện và 02 Đội, với tổng số lượng dưới 1.000 cán bộ công nhân viên, hoạt động theo chế độ hạch toán kinh tế phụ thuộc, có chức năng quản lý, phân phối, kinh doanh, cải tạo và phát triển lưới điện trên địa bàn Thành phố Hồ Chí Minh.
Ngày 09/05/1981, Bộ Điện lực đổi tên các Cơ quan đơn vị trực thuộc Bộ Điện lực: Công ty Điện lực Miền Nam thành Công ty Điện lực 2 và Sở Quản lý và Phân phối Điện Thành phố Hồ Chí Minh đổi thành Sở Điện lực Thành phố Hồ Chí Minh.
Ngày 08/7/1995, Bộ Năng Lượng ban hành quyết định thành lập Doanh nghiệp Nhà nước Công ty Điện lực Thành phố Hồ Chí Minh trực thuộc Tổng công ty Điện lực Việt Nam (nay là Tập đoàn Điện lực Việt Nam).
Ngày 05/02/2010, Bộ Công thương ban hành quyết định số 768/QĐ-BCT về việc thành lập Công ty mẹ - Tổng công ty Điện lực thành phố Hồ Chí Minh.
Hiện nay, Tổng công ty Điện lực Thành phố Hồ Chí Minh hoạt động theo mô hình công ty mẹ - công ty con với 15 Công ty Điện lực trực thuộc, 4 Công ty thành viên, 2 Ban Quản lý và 2 Trung tâm.

## Thành viên

### Trước ngày 01/07/2025

#### Công ty Điện lực
- Công ty Điện lực Thành phố Thủ Đức: Quản lý việc sử dụng điện tại thành phố Thủ Đức
- Công ty Điện lực Sài Gòn: Quản lý việc sử dụng điện tại Quận 1, Quận 3
- Công ty Điện lực Tân Thuận: Quản lý việc sử dụng điện tại Quận 4, Quận 7
- Công ty Điện lực Chợ Lớn: Quản lý việc sử dụng điện tại Quận 5, Quận 8
- Công ty Điện lực Bình Phú: Quản lý việc sử dụng điện tại Quận 6, Bình Tân
- Công ty Điện lực Phú Thọ: Quản lý việc sử dụng điện tại Quận 10, Quận 11
- Công ty Điện lực An Phú Đông: Quản lý việc sử dụng điện tại Quận 12
- Công ty Điện lực Gia Định: Quản lý việc sử dụng điện tại Bình Thạnh, Phú Nhuận
- Công ty Điện lực Tân Bình: Quản lý việc sử dụng điện tại Tân Bình
- Công ty Điện lực Tân Phú: Quản lý việc sử dụng điện tại Tân Phú
- Công ty Điện lực Gò Vấp: Quản lý việc sử dụng điện tại Gò Vấp
- Công ty Công ty Điện lực Bình Chánh: Quản lý việc sử dụng điện tại huyện Bình Chánh
- Công ty Điện lực Duyên Hải: Quản lý việc sử dụng điện tại huyện Nhà Bè, Cần Giờ
- Công ty Điện lực Củ Chi: Quản lý việc sử dụng điện tại huyện Củ Chi
- Công ty Điện lực Hóc Môn: Quản lý việc sử dụng điện tại huyện Hóc Môn

Mỗi Công ty điện lực gồm có 1 Giám đốc và 3 phó Giám Đốc.

#### Công ty thành viên
- Công ty Lưới điện cao thế Thành phố Hồ Chí Minh
- Công ty Dịch vụ Điện lực Thành phố Hồ Chí Minh
- Công ty Công nghệ thông tin Điện lực Thành phố Hồ Chí Minh
- Công ty Thí nghiệm Điện lực Thành phố Hồ Chí Minh

#### Trung tâm
- Trung tâm Điều độ Hệ thống điện Thành phố hồ Chí Minh
- Trung tâm Chăm sóc khách hàng

#### Ban Quản lý
- Ban Quản lý Dự án Lưới điện Thành phố Hồ Chí Minh
- Ban Quản lý Dự án Lưới điện phân phối Thành phố Hồ Chí Minh

### Từ ngày 01/07/2025
Quốc hội Việt Nam khoá 15 ban hành Nghị quyết 1685/NQ-UBTVQH15 về việc sắp xếp các đơn vị hành chính cấp xã của Thành phố Hồ Chí Minh năm 2025, theo đó mở rộng địa bàn Tp.HCM ra 2 tỉnh Bình Dương và Bà Rịa - Vũng Tàu. EVNHCMC tiếp nhận, quản lý hai Công ty Điện lực Bình Dương và Bà Rịa - Vũng Tàu, hai đơn vị trực thuộc Tổng Công ty Điện lực Miền Nam. 15 công ty thành viên hiện tại được tổ chức lại thành 10 đơn vị mới, 10 đơn vị trực thuộc Công ty Điện lực Bình Dương được tổ chức lại thành 3 công ty thành viên mới, 4 đơn vị trực thuộc Công ty Điện lực Bình Dương được tổ chức lại thành 2 công ty thành viên mới.
Sau mở rộng và sáp nhập các công ty điện lực thành viên, số lượng đơn vị trực thuộc không đổi, 15 công ty điện lực cũ và  2 công ty điện lực mới (cùng 14 điện lực trực thuộc 2 đơn vị này) được tổ chức thành 15 công ty điện lực mới.
| Công ty Điện lực             | Địa bàn quản lý | Ghi chú                                                                                          |
| ---------------------------- | --- | ------------------------------------------------------------------------------------------------ |
| Công ty Điện lực Sài Gòn     | Các phường: - Sài Gòn, Bến Thành, Cầu Ông Lãnh, Tân Định - Xuân Hoà, Bàn Cờ, Nhiêu Lộc - Vườn Lài, Diên Hồng, Hoà Hưng - Phú Nhuận, Đức Nhuận, Cầu Kiệu - Tân Bình, Bảy Hiền, Tân Sơn, Tân Hoà, Tân Sơn Hoà, Tân Sơn Nhất | Địa bàn các quận 1, 3, 10, Phú Nhuận và Tân Bình cũ                                              |
| Công ty Điện lực Chợ Lớn     | Các phường: - Chợ Lớn, Chợ Quán, An Đông - Chánh Hưng, Bình Đông, Phú Định - Phú Thọ, Hoà Bình, Minh Phụng, Bình Thới - Tân Phú, Phú Thọ Hoà, Phú Thạnh, Tây Thạnh, Tân Sơn Nhì                                           | Địa bàn các quận 5, 8, 11, Tân Phú và một phần huyện Bình Chánh cũ                               |
| Công ty Điện lực Gia Định    | Các phường: - Gia Định, Bình Thạnh, Bình Lợi Trung, Thạnh Mỹ Tây, Bình Qưới - Gò Vấp, An Nhơn, Hạnh Thông, Thông Tây Hội, An Hội Tây, An Hội Đông                                                                         | Địa bàn các quận Bình Thạnh và Gò Vấp cũ                                                         |
| Công ty Điện lực Bình Phú    | Các phường: - Bình Phú, Bình Tây, Bình Tiên, Phú Lâm - Bình Tân, Bình Hưng Hoà, Bình Trị Đông, An Lạc, Tân Tạo | Địa bàn các quận 6, Bình Tân và một phần quận 8 cũ                                               |
| Công ty Điện lực Tân Thuận   | Các phường: - Khánh Hội, Vĩnh Hội, Xóm Chiếu - Tân Thuận, Phú Thuận, Tân Hưng, Tân Mỹ Các xã: - Nhà Bè, Hiệp Phước - Cần Giờ, Thạnh An, Bình Khánh, An Thới Đông                                                          | Địa bàn các quận 4, 7 và các huyện Nhà Bè, Cần Giờ cũ                                            |
| Công ty Điện lực Thủ Đức     | Các phường: - Thủ Đức, Linh Xuân, Hiệp Bình, Tam Bình - An Khánh, Bình Trưng, Cát Lái - Long Bình, Tăng Nhơn Phú, Phước Long, Long Phước, Long Trường                                                                     | Địa bàn thành phố Thủ Đức cũ                                                                     |
| Công ty Điện lực An Phú Đông | Các phường: - An Phú Đông, Thới An, Đông Hưng Thuận, Tân Thới Hiệp, Trung Mỹ Tây | Địa bàn quận 12 cũ                                                                               |
| Công ty Điện lực Bình Chánh  | Các xã: - Bình Chánh, Vĩnh Lộc, Tân Vĩnh Lộc, Tân Nhựt, Hưng Long, Bình Hưng | Địa bàn huyện Bình Chánh và một phần quận Bình Tân cũ                                            |
| Công ty Điện lực Hóc Môn     | Các xã: - Hóc Môn, Đông Thạnh, Xuân Thới Sơn, Bà Điểm | Địa bàn huyện Hóc Môn cũ                                                                         |
| Công ty Điện lực Củ Chi      | Các xã: - Củ Chi, Tân An Hội, An Nhơn Tây, Phú Hoà Đông, Nhuận Đức, Bình Mỹ | Địa bàn huyện Củ Chi cũ                                                                          |
| Công ty Điện lực Bình Dương  | Các phường: - Bình Dương, Thủ Dầu Một, Phú Lợi, Chánh Hiệp, Phú An - Tân Uyên, Tân Khánh, Tân Hiệp, Vĩnh Tân, Bình Cơ Các xã: - Bắc Tân Uyên, Thường Tân                                                                  | Địa bàn các thành phố Thủ Dầu Một, Tân Uyên, huyện Bắc Tân Uyên và một phần thành phố Bến Cát cũ |
| Công ty Điện lực Thuận An    | Các phường: - Thuận An, Thuận Giao, Lái Thiêu, Bình Hoà, An Phú - Dĩ An, Đông Hoà, Tân Đông Hiệp | Địa bàn thành phố Thuận An, Dĩ An và một phần thành phố Tân Uyên cũ                              |
| Công ty Điện lực Bến Cát     | Các phường: - Bến Cát, Chánh Phú Hoà, Tây Nam, Long Nguyên, Hoà Lợi, Thới Hoà Các xã: - Bàu Bàng, Trừ Văn Thố - Dầu Tiếng, Thanh An, Long Hoà, Minh Thạnh - Phú Giáo, Phước Thành, Phước Hoà, An Long                     | Địa bàn thành phố Bến Cát và các huyện Bàu Bàng, Dầu Tiếng, Phú Giáo cũ                          |
| Công ty Điện lực Vũng Tàu    | Các phường: - Vũng Tàu, Tam Thắng, Phước Thắng, Rạch Dừa - Bà Rịa, Long Hương, Tam Long - Phú Mỹ, Tân Thành, Tân Phước, Tân Hải Các xã: Long Sơn, Châu Pha Đặc khu Côn Đảo                                                | Địa bàn các thành phố Bà Rịa, Vũng Tàu, Phú Mỹ và huyện Côn Đảo cũ                               |
| Công ty Điện lực Đất Đỏ      | Các xã: - Đất Đỏ, Long Điền, Long Hải, Phước Hải - Châu Đức, Ngãi Giao, Bình Giã, Kim Long, Xuân Sơn, Nghĩa Thành - Xuyên Mộc, Hồ Tràm, Hoà Hội, Bàu Lâm, Bình Châu, Hoà Hiệp                                             | Địa bàn các huyện Long Đất, Châu Đức và Xuyên Mộc cũ                                             |

## Thành tích
Tổng công ty Điện lực TPHCM đã được Đảng, Nhà nước trao tặng các danh hiệu Lưu trữ ngày 12 tháng 7 năm 2024 tại Wayback Machine cao quý:
-           Danh hiệu Anh hùng Lao động năm 2013;
-           Huân chương Độc lập Hạng Nhất (2014);
-           Huân chương Độc lập Hạng Nhì (2011);
-           Huân chương Độc lập Hạng Ba (1985);
-           Huân chương Lao động Hạng Nhất (1995, 2011);
-           Huân chương Lao động Hạng Nhì (1991, 1995);
-           Huân chương Lao động Hạng Ba (1985);
-           Bằng khen của Thủ tướng Chính phủ (1997, 2005, 2009, 2013);
-           Cờ thi đua xuất sắc của Chính phủ (2002, 2010, 2011, 2012, 2013, 2014, 2015, 2019).
Nhiều tập thể và cá nhân của Tổng công ty được khen tặng nhiều danh hiệu, phần thưởng cao quý:
-           02 Anh hùng Lao động: ông Phạm Hoài (1985); ông Trương Thái Sơn (2020);
-           05 Chiến sĩ Thi đua toàn quốc.
-           Huân chương Lao động hạng Nhất: Công ty Điện lực Thủ Đức và 05 cá nhân.
-           Huân chương Lao động hạng Nhì: 10 tập thể, 14 cá nhân.
-           Huân chương Lao động hạng Ba: 33 tập thể, 78 cá nhân.
-           Bằng khen Thủ Tướng Chính phủ: 55 tập thể, 173 cá nhân.
Và nhiều bằng khen, giấy khen và các danh hiệu cao quý khác.